# Матеус Сантана
Матеус Сантана (порт. Matheus Santana, 2 квітня 1996) — бразильський плавець.
Олімпійський юнацький чемпіон 2014 року, учасник Ігор 2016 року.
Призер Чемпіонату світу з плавання на короткій воді 2018 року.
Переможець Панамериканських ігор 2015 року.
Переможець Південнамериканських ігор 2014 року.